# Championnats pan-pacifiques
Les Championnats pan-pacifiques sont une compétition de natation dont la première édition a eu lieu à Tokyo, en 1985. Biennal à sa création, cet événement sportif se tient depuis l'année 2002, tous les quatre ans.
Les nations participantes sont les quatre États membres fondateurs, l'Australie, le Canada, les États-Unis et le Japon ainsi que les autres pays, invités, bordés nécessairement par l'océan Pacifique, tels la Chine, la Corée du Sud, la Nouvelle-Zélande, etc. La présence des nageurs de l'Australie et des États-Unis, deux nations majeures de la natation, a permis à ces championnats d'acquérir, au fil des éditions, une indéniable notoriété et de figurer parmi les plus importantes compétitions de natation après les Jeux olympiques, les championnats du monde et les championnats d'Europe.
La capitale du Japon, Tokyo, a accueilli en 2018 la 13e et plus récente édition.
Contrairement aux compétitions internationales, le nombre de sportifs alignés par un pays, dans chacune des épreuves, n'est pas limité lors des séries éliminatoires. Cependant, seuls deux nageurs par nation peuvent se qualifier pour les demi-finales et la finale.

## Éditions
| Édition | Édition | Lieu                    | Dates           |
| ------- | ------- | ----------------------- | --------------- |
| 1re     | 1985    | Tokyo, Japon            | 15-18 août 1985 |
| 2e      | 1987    | Brisbane, Australie     | 13-16 août 1987 |
| 3e      | 1989    | Tōkyō, Japon            | 17-20 août 1989 |
| 4e      | 1991    | Edmonton, Canada        | 22-25 août 1991 |
| 5e      | 1993    | Kobe, Japon             | 12-15 août 1993 |
| 6e      | 1995    | Atlanta, États-Unis     | 10-13 août 1995 |
| 7e      | 1997    | Fukuoka, Japon          | 10-13 août 1997 |
| 8e      | 1999    | Sydney, Australie       | 22-29 août 1999 |
| 9e      | 2002    | Yokohama, Japon         | 24-29 août 2002 |
| 10e     | 2006    | Victoria, Canada        | 17-20 août 2006 |
| 11e     | 2010    | Irvine, États-Unis      | 18-22 août 2010 |
| 12e     | 2014    | Gold Coast, Australie   | 21-25 août 2014 |
| 13e     | 2018    | Tokyo, Japon            | 09-12 août 2018 |
| 14e     | 2026    | Los Angeles, États-Unis |                 |

## Épreuves
Le programme actuel des Championnats pan-pacifiques comporte trente-six épreuves dans deux disciplines aquatiques : la natation sportive et la nage en eau libre.
- Natation sportive
  - Nage libre : 50 m, 100 m, 200 m, 400 m, 800 m et 1 500 m.
  - Dos crawlé : 100 m et 200 m.
  - Papillon : 100 m et 200 m.
  - Brasse : 100 m et 200 m.
  - Quatre nages : 200 m et 400 m.
  - Relais : 4 × 100 m nage libre, 4 × 200 m nage libre et 4 × 100 m quatre nages.
- Nage en eau libre :
  - 10 km (épreuve olympique)

## Records des championnats
| Épreuve                | Temps          | Nageur                                                              | Édition         |
| Nage libre             | Nage libre     | Nage libre                                                          | Nage libre      |
| ---------------------- | -------------- | ------------------------------------------------------------------- | --------------- |
| 50 m                   | 21 s 44        | Bruno Fratus (BRA)                                                  | Gold Coast 2014 |
| 100 m                  | 47 s 82        | Cameron McEvoy (AUS)                                                | Gold Coast 2014 |
| 200 m                  | 1 min 44 s 75  | Ian Thorpe (AUS)                                                    | Yokohama 2002   |
| 400 m                  | 3 min 41 s 83  | Ian Thorpe (AUS)                                                    | Sydney 1999     |
| 800 m                  | 7 min 44 s 78  | Grant Hackett (AUS)                                                 | Yokohama 2002   |
| 1 500 m                | 14 min 41 s 65 | Grant Hackett (AUS)                                                 | Yokohama 2002   |
| Dos                    |                |                                                                     |                 |
| 50 m                   | 24 s 82        | Nick Thoman (USA)                                                   | Irvine 2010     |
| 100 m                  | 52 s 91        | Matt Grevers (USA)                                                  | Gold Coast 2014 |
| 200 m                  | 1 min 54 s 12  | Ryan Lochte (USA)                                                   | Irvine 2010     |
| Brasse                 |                |                                                                     |                 |
| 50 m                   | 27 s 26        | Felipe França (BRA)                                                 | Irvine 2010     |
| 100 m                  | 59 s 04        | Kōsuke Kitajima (JPN)                                               | Irvine 2010     |
| 200 m                  | 2 min 8 s 36   | Kōsuke Kitajima (JPN)                                               | Irvine 2010     |
| Papillon               |                |                                                                     |                 |
| 50 m                   | 23 s 03        | César Cielo (BRA)                                                   | Irvine 2010     |
| 100 m                  | 50 s 86        | Michael Phelps (USA)                                                | Irvine 2010     |
| 200 m                  | 1 min 53 s 80  | Michael Phelps (USA)                                                | Victoria 2006   |
| Quatre nages           |                |                                                                     |                 |
| 200 m                  | 1 min 54 s 43  | Ryan Lochte (USA)                                                   | Irvine 2010     |
| 400 m                  | 4 min 7 s 59   | Ryan Lochte (USA)                                                   | Irvine 2010     |
| Relais                 |                |                                                                     |                 |
| 4 × 100 m nage libre   | 3 min 11 s 74  | États-Unis Michael Phelps Ryan Lochte Jason Lezak Nathan Adrian     | Irvine 2010     |
| 4 × 200 m nage libre   | 7 min 3 s 84   | États-Unis Michael Phelps Peter Vanderkaay Ricky Berens Ryan Lochte | Irvine 2010     |
| 4 × 100 m quatre nages | 3 min 29 s 94  | États-Unis Matt Grevers Kevin Cordes Michael Phelps Nathan Adrian   | Gold Coast 2014 |

| Épreuve                | Temps          | Nageuse                                                                    | Édition         |
| Nage libre             | Nage libre     | Nage libre                                                                 | Nage libre      |
| ---------------------- | -------------- | -------------------------------------------------------------------------- | --------------- |
| 50 m                   | 23 s 96        | Cate Campbell (AUS)                                                        | Gold Coast 2014 |
| 100 m                  | 52 s 62        | Cate Campbell (AUS)                                                        | Gold Coast 2014 |
| 200 m                  | 1 min 55 s 74  | Katie Ledecky (USA)                                                        | Gold Coast 2014 |
| 400 m                  | 3 min 58 s 37  | Katie Ledecky (USA)                                                        | Gold Coast 2014 |
| 800 m                  | 8 min 11 s 35  | Katie Ledecky (USA)                                                        | Gold Coast 2014 |
| 1 500 m                | 15 min 28 s 36 | Katie Ledecky (USA)                                                        | Gold Coast 2014 |
| Dos                    |                |                                                                            |                 |
| 50 m                   | 27 s 83        | Sophie Edington (AUS)                                                      | Irvine 2010     |
| 100 m                  | 58 s 84        | Emily Seebohm (AUS)                                                        | Gold Coast 2014 |
| 200 m                  | 2 min 7 s 48   | Elizabeth Pelton (USA)                                                     | Irvine 2010     |
| Brasse                 |                |                                                                            |                 |
| 50 m                   | 30 s 03        | Jessica Hardy (USA)                                                        | Irvine 2010     |
| 100 m                  | 1 min 4 s 93   | Rebecca Soni (USA)                                                         | Irvine 2010     |
| 200 m                  | 2 min 20 s 69  | Rebecca Soni (USA)                                                         | Irvine 2010     |
| Papillon               |                |                                                                            |                 |
| 50 m                   | 25 s 99        | Marieke Guehrer (AUS) Yolane Kukla (AUS)                                   | Irvine 2010     |
| 100 m                  | 57 s 30        | Jessica Schipper (AUS)                                                     | Victoria 2006   |
| 200 m                  | 2 min 5 s 40   | Jessica Schipper (AUS)                                                     | Victoria 2006   |
| Quatre nages           |                |                                                                            |                 |
| 200 m                  | 2 min 9 s 93   | Emily Seebohm (AUS)                                                        | Irvine 2010     |
| 400 m                  | 4 min 31 s 99  | Elizabeth Beisel (USA)                                                     | Gold Coast 2014 |
| Relais                 |                |                                                                            |                 |
| 4 × 100 m nage libre   | 3 min 32 s 46  | Australie Cate Campbell Brittany Elmslie Melanie Schlanger Bronte Campbell | Gold Coast 2014 |
| 4 × 200 m nage libre   | 7 min 46 s 40  | États-Unis Shannon Vreeland Missy Franklin Leah Smith Katie Ledecky        | Gold Coast 2014 |
| 4 × 100 m quatre nages | 3 min 55 s 23  | États-Unis Natalie Coughlin Rebecca Soni Dana Vollmer Jessica Hardy        | Irvine 2010     |